# Epilachna paenulata
Epilachna paenulata, también conocida como vaquita de los melones o vaquita de los zapallos,  en una especie de insecto coleóptero sudamericano, es conocida por ser plaga de varios cultivos. Fue descripta por Germar en 1924 bajo el nombre Coccinella paenulata.Condición:presente

## Morfología y ecología
Esta especie se caracteriza por su color que varía del amarillento a un pardo rojizo, con centro del pronoto oscuro y ocho manchas oscuras por élitro en tres franjas e incluyendo una pequeña mancha apical.

### Ciclo de vida y reproducción
Epilachna paenulata es una especie sexuada y a las pocas horas de emerger de la pupa, los adultos realizan la cópula. Dos a tres días después de la cópula, las hembras depositan entre 40 y 60 huevos. Los huevos son oval elípticos de 0,8 a 1,2 mm de largo y 0,5 a 0,6 mm de ancho. Su coloración es amarillenta. En general se depositan en grupos sujetos a la parte inferior de las hojas, pecíolos y en flores. El desarrollo embrionario dura entre 3 y 6 días, para luego eclosionar como larva. Epilachna paenulata presenta 4 estadios larvales, que van de 2 a 8 mm de largo. Las larvas tienen una coloración amarillo claro y patas color caramelo. La parte dorsal de todos sus segmentos tienen estructuras en forma de espinas de color más oscuro. Cumplido su ciclo, el cuarto estadio larval pasa al estadio de pupa. La pupa es del tipo libre de 8 mm de largo y 3 mm de ancho. Esta también presenta una coloración amarilla, con manchas más oscuras a ambos lados de la línea media del cuerpo. En su parte dorsal, la pupa presenta varias estructuras en forma de espinas a todo lo largo. Luego de 5 días, de la pupa emergen los adultos. Los adultos de Epilachnia paenulata son de forma ovalada de 8 a 9 mm de largo y 7 mm de ancho. La cabeza es de color negro, y el tórax de color oscuro con una franja pardo amarillenta que lo rodea. Los élitros son pardo amarillentos y presentan manchas negras agrupadas en cuatro franjas que desde la cabeza incluyen: dos franjas con 6 manchas alargadas anteroposteriormente, una tercera franja con 2 manchas trapezoidales y una cuarta franja con 2 manchas triangulares horizontales.

### Alimentación
Epilachna paenulata es una especie herbívora que se alimenta de las hojas, la cutícula de los frutos y las flores de plantas de la familia Cucurbitaceae.

## Distribución
La vaquita de los melones es una especie originaria de Sudamérica, ampliamente distribuida en Brasil, Paraguay, Uruguay y en la Argentina.

## Importancia económica
Epilachna paenulata produce graves daños en los cultivos de plantas de la familia de las cucurbitáceas como el zapallo (Cucurbita maxima), la sandía (Citrullus lanatus), el melón (Cucumis melo), el pepino (Cucumis sativus), y en una cucurbitácea salvaje, Cayaponia tayuya. Esta plaga es dañina tanto en sus estadios larvales como en el adulto y produce pérdida del follaje en los vegetales que ataca. También se alimenta de la cutícula de los frutos y de los pétalos de las flores.

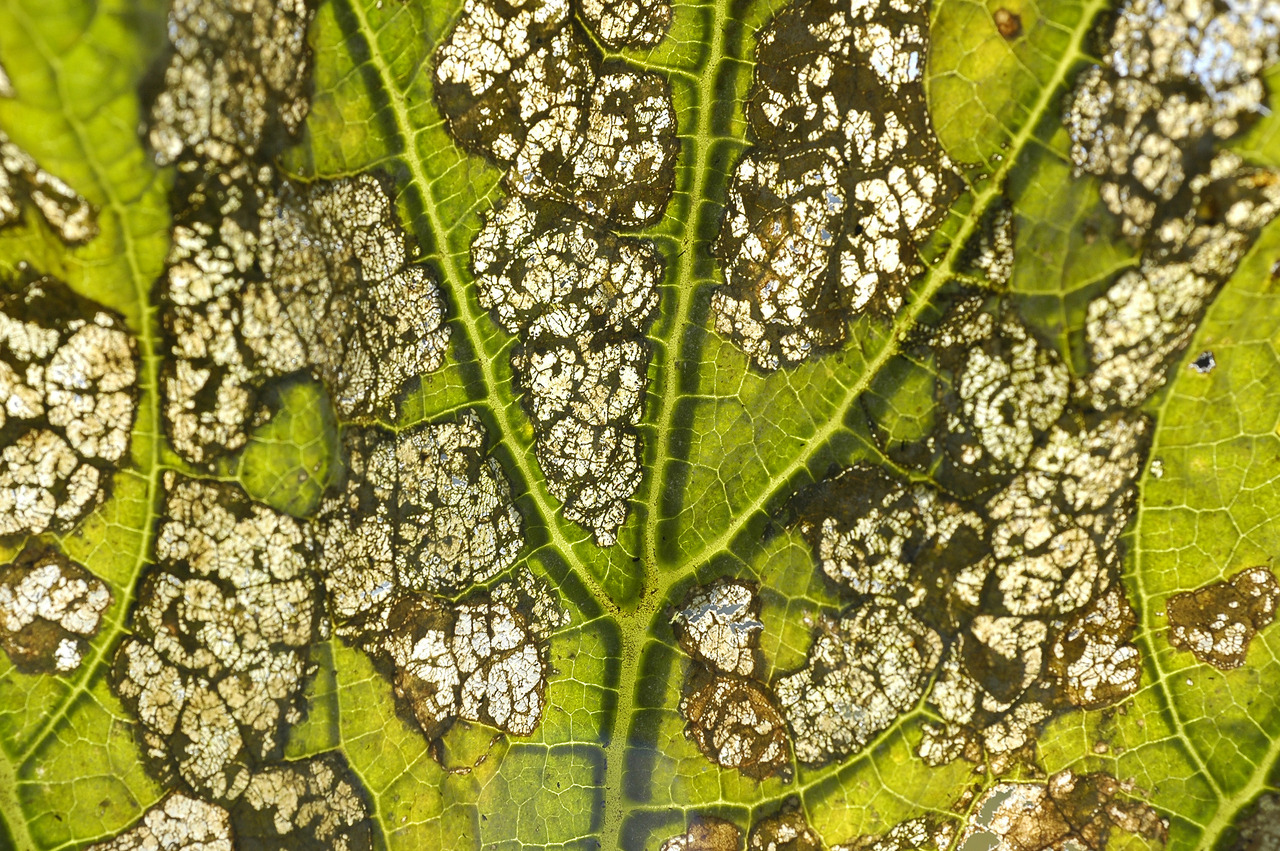
Daño causado por Epilachna paenulata en el foliaje de cultivos
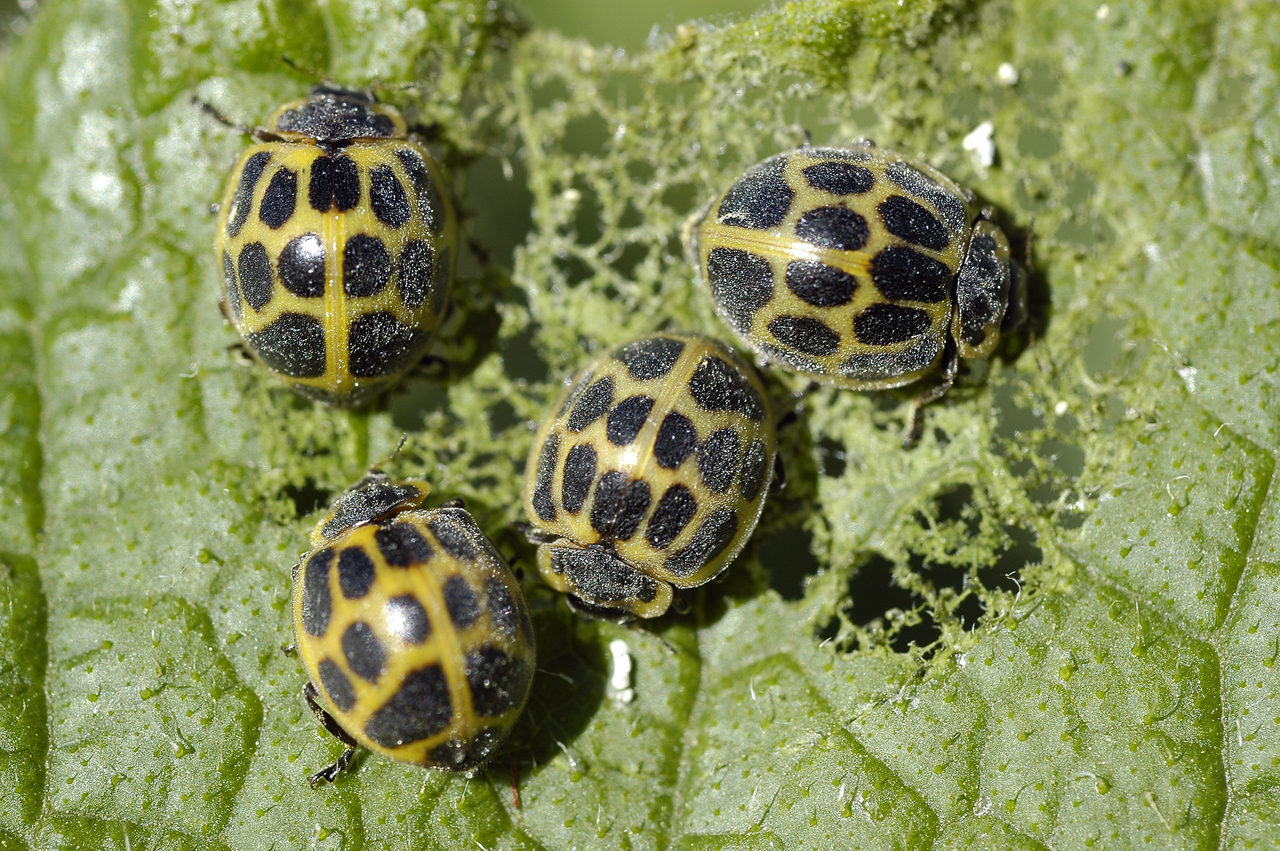
Ejemplares adultos de Epilachna paenulata
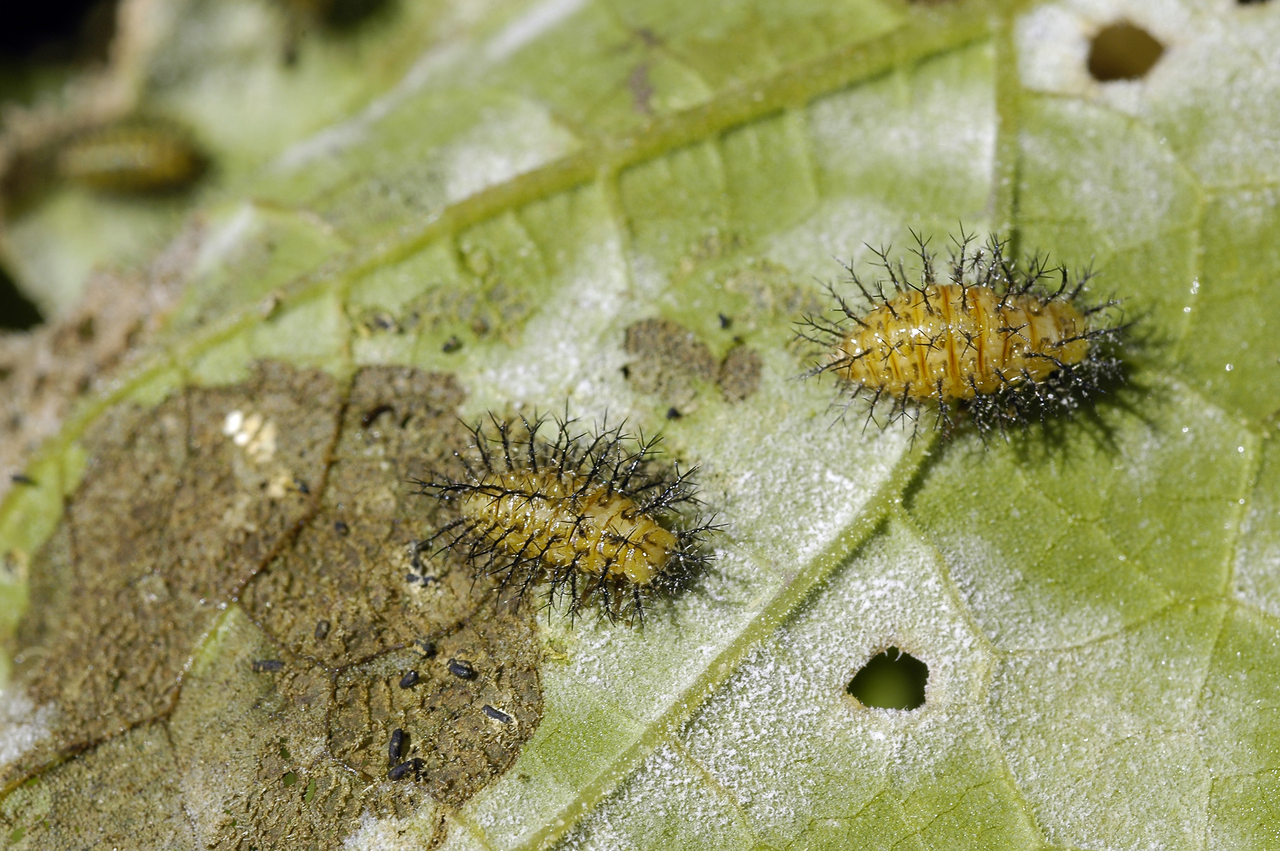
Larvas de Epilachna paenulata